# 刘子翼
劉子翼（?—?），字小心，常州晋陵县（今江苏省常州市）人，祖籍临淮郡阳乐县（今江苏省宿迁市），漢光武帝之子廣陵思王劉荊的后裔，南陈鄱阳王谘议参军刘兴宗之子。

## 生平
刘子翼善吟讽，有学行。在隋朝为著作郎，大业初年，任秘书监，河东柳顾言非常看重他。性情不容过错，常当面指出朋友同僚的短处，但背后不说人。友人李伯药常说：“刘四虽骂人，人都不恨。”隋末，沈法兴在江南自称大司马、录尚书事、天门公。承制置百官，以陈果仁为司徒，孙士汉为司空，蒋元超为尚书左仆射，殷芊为尚书左丞，徐令言为尚书右丞，李百药为府掾，刘子翼为选部侍郎。
贞观元年，唐太宗下诏召他入京，以母亲年老固辞，太宗许他终养。江南道巡察大使李袭誉嘉赏他至孝，经常送给他米帛，于是上奏旌表门闾，改他的住的里为孝慈里。其母去世，服丧结束，征拜为吴王府功曹参军，再担任著作郎、弘文馆直学士。刘子翼与房玄龄、褚遂良、许敬宗、来济、陆元仕、令狐德棻、李义府、薛元超、上官仪、崔行功、李淳风、辛丘驭、刘引之、阳仁卿、李延寿、张文恭、敬播、李安期、李怀俨、赵弘智等人，预修《晋书》一百三十卷，加朝散大夫。永徽初年去世，唐高宗遣使吊赠，派人护送他的灵舆还乡。有《刘子翼集》十卷，《新唐书》称《刘子翼集》二十卷。

## 子女
- 劉懿之，給事中
- 劉禕之，同中书门下三品